# Llista d'episodis de Kimagure Orange Road
|  | Aquest article tracta sobre els episodis de l'anime. Vegeu-ne altres significats a «Llista de capítols de Kimagure Orange Road». |

Això és una llista d'episodis de Kimagure Orange Road. Hi podeu trobar els capítols de l'anime, les OVAs i les pel·lícules.

## Anime
| #  | Títol | Data d'estrena al Japó | Data d'estrena a Catalunya |
| -- | --- | ---------------------- | -------------------------- |
| 1  | Un alumne nou. El tímid primer amor Tenkōsei! Hazukashi nagara hatsukoi shimasu (転校生! 恥ずかしながら初恋します)                                                          | 6 d'abril de 1987      | 15 de setembre de 2004     |
| 2  | Un petonet de llimona per aquella noia Anoko ni choppiri remon no kisu o (あの娘にちょっぴりレモンのキスを)                                                                 | 13 d'abril de 1987     | 16 de setembre de 2004     |
| 3  | Canvis d'humor. La primera cita, en una barca Kibun wa yurete rōringu hatsu dēto (気分はゆれてローリング初デート)                                                           | 20 d'abril de 1987     | 17 de setembre de 2004     |
| 4  | Hikaru, el rebombori de l'experiència C Hikaru-chan!? Osawagase no C taiken (ひかるちゃん！？お騒がせのＣ体験)                                                              | 27 d'abril de 1987     | 20 de setembre de 2004     |
| 5  | Un secret dels dos: la feina de mitja jornada Futari no himitsu, tomadoi arubaito (２人のひみつ、とまどいアルバイト)                                                        | 4 de maig de 1987      | 21 de setembre de 2004     |
| 6  | Aquest paio és un rival. Els exàmens parcials de l'amor Aitsu ga raibaru, koi no chūkan shiken (あいつがライバル、恋の中間試験)                                             | 11 de maig de 1987     | 22 de setembre de 2004     |
| 7  | La vida privada de la Madoka, un petó entre guspires Madoka no shiseikatsu!? Kuchiduke supāku iro (まどかの私生活！？口づけスパーク色)                                      | 18 de maig de 1987     | 23 de setembre de 2004     |
| 8  | El teu somriure, l'oportunitat fotogràfica de la platja Kimi wa egao! Nagisa no shatta-chansu (君は笑顔！渚のシャッターチャンス)                                            | 25 de maig de 1987     | 24 de setembre de 2004     |
| 9  | La Kurumi ensenya mètodes per lligar Kurumi-chan dēto no shikata oshie masu (くるみちゃんデートの仕方教えます)                                                              | 1 de juny de 1987      | 27 de setembre de 2004     |
| 10 | Un somni premonitori? La Hikaru es mor Yochimu!? Hikaru-chan ga shinjau (ひかるちゃんが死んじゃう)                                                                          | 8 de juny de 1987      | 28 de setembre de 2004     |
| 11 | No facis sonar les campanes de casament! Narasa naide! Uedingu beru (鳴らさないで！ウエディングベル)                                                                        | 15 de juny de 1987     | 30 de setembre de 2004     |
| 12 | A estudiar a Amèrica? Adéu, Madoka! Amerika ryūgaku! Sayonara Madoka (アメリカ留学！サヨナラまどか)                                                                         | 22 de juny de 1987     | 1 d'octubre de 2004        |
| 13 | Fixant la mirada: La gran transformació de la Hikaru Shisen shūchū! Hikaru-chan daihenshin (視線集中！ひかるちゃん大変身)                                                   | 29 de juny de 1987     | 4 d'octubre de 2004        |
| 14 | Un somni premonitori! La Madoka no suporta els nois dèbils Yochimu! Madoka to Kyōsuke tsui ni hakyoku (予知夢！まどかと恭介ついに破局！)                                    | 6 de juliol de 1987    | 5 d'octubre de 2004        |
| 15 | La decisió de la Madoka: Posar fi al triangle amorós Madoka no kesshin! Sankaku kankei ni piriodo (まどかの決心！三角関係にピリオド)                                        | 13 de juliol de 1987   | 6 d'octubre de 2004        |
| 16 | T'ho creguis o no, la Madoka ha vist un ovni Shinjiru shinjinai UFO o mita Madoka (信じる信じないＵＦＯを見たまどか)                                                        | 20 de juliol de 1987   | 7 d'octubre de 2004        |
| 17 | La temptació de l'estiu! De sobte, una cita doble Natsu no yūwaku! Ikinari daburu dēto (夏の誘惑！いきなりダブルデート)                                                     | 27 de juliol de 1987   | 8 d'octubre de 2004        |
| 18 | El repte de la Madoka! La llegendària onada gegant del fantasma de la platja Madoka chōsen! Yūrei kaigan no ōnami densetsu (まどか挑戦!幽霊海岸の大波伝説)                  | 3 d'agost de 1987      | 11 d'octubre de 2004       |
| 19 | Una experiència per a dos: L'illa prohibida de l'amor Futari no taiken! Kinjirareta koi no shima (二人の体験！禁じられた恋の島)                                             | 10 d'agost de 1987     | 12 d'octubre de 2004       |
| 20 | La Hikaru n'és testimoni! Els campaments d'estiu estan plens de perills Hikaru mokugeki! Gasshuku wa kiken ga ippai (ひかる目撃！合宿は危険がいっぱい)                      | 17 d'agost de 1987     | 13 d'octubre de 2004       |
| 21 | En Kyosuke es fica en un embolic! La remor del cim borrascós Kyōsuke pinchi! Arashi ga oka no amai sasayaki (奈落の真実に迫る)                                              | 24 d'agost de 1987     | 14 d'octubre de 2004       |
| 22 | Una relació adulta! El secret de la tornada de la Madoka al matí Otona no kankei!? Madoka himitsu no asagaeri (大人の関係！？まどか秘密の朝帰り)                            | 31 d'agost de 1987     | 15 d'octubre de 2004       |
| 23 | La picabaralla entre en Kyosuke i la Madoka! La marató de l'amor Kyōsuke Madoka ōgenka! Koi no ninin sankyaku (恭介まどか大ゲンカ！恋の二人三脚)                            | 7 de setembre de 1987  | 18 d'octubre de 2004       |
| 24 | Apareix en Kazuya! Compte amb el nen terrible Kazuya tōjō! Panikku kiddo ni goyōjin (一弥登場！パニックキッドにご用心)                                                      | 14 de setembre de 1987 | 19 d'octubre de 2004       |
| 25 | Una autosuggestió perillosa! La transformació d'en Kyosuke Abunai jikoanji! Kyōsuke-kun henshinsu (あぶない自己暗示！恭介くん変身す)                                        | 21 de setembre de 1987 | 20 d'octubre de 2004       |
| 26 | En Kyosuke es converteix en un nen! Escurçant distàncies amb la Madoka Kodomo ni natta Kyōsuke! Madoka ni dai sekkin (子供になった恭介！まどかに大接近)                     | 28 de setembre de 1987 | 21 d'octubre de 2004       |
| 27 | La Madoka al punt de mira! En Kyosuke demostra que és valent Nerawareta Madoka! Kyōsuke otoko no shōmei (ねらわれたまどか！恭介男の証明)                                    | 5 d'octubre de 1987    | 22 d'octubre de 2004       |
| 28 | Una decisió perillosa! La gran aventura de la Manami Kikenna kesshin! Manami-chan no daibōken (危険な決心！まなみちゃんの大冒険)                                            | 12 d'octubre de 1987   | 25 d'octubre de 2004       |
| 29 | No ploris Jingoro! El zel de l'amor i la pubertat Nakuna Jingoro! Ai to seishun no hatsujōki (泣くなジンゴロ！愛と青春の発情期)                                             | 19 d'octubre de 1987   | 26 d'octubre de 2004       |
| 30 | La història de les fulles dels arbres! L'episodi infernal del primer amor de la Kurumi Konoha monogatari! Kurumi no hatsukoi, jigoku hen (木の葉物語！くるみの初恋・地獄編) | 26 d'octubre de 1987   | 28 d'octubre de 2004       |
| 31 | La Madoka i en Yuusaku! La fugida dels dos enamorats Madoka to Yūsaku! Seishun kakeochi kōshin kyoku (まどかと勇作！青春かけおち行進曲)                                     | 2 de novembre de 1987  | 29 d'octubre de 2004       |
| 32 | L'aniversari arriba dues vegades. En Kyosuke fa un salt en el temps Tanjōbi wa nido kuru!? Toki o kakeru Kyōsuke (誕生日は二度来る！？時をかける恭介)                       | 9 de septembre de 1987 | 1 de novembre de 2004      |
| 33 | La Madoka està estranya! Sinceritat al 120% amb els bolets de la veritat Ayashi no Madoka! Kinoko de honne hyakunijū% (妖しのまどか！キノコで本音120%)                      | 16 de novembre de 1987 | 2 de novembre de 2004      |
| 34 | Arrels d'infart. La Madoka en el poble misteriós Rūtsu panikku, fushigi no sato no Madoka (ルーツパニック、不思議の里のまどか)                                              | 23 de novembre de 1987 | 3 de novembre de 2004      |
| 35 | Perversions amb la càmera! El robot Kyosuke Kamera de etchi! Robotto Kyō-chan (カメラでエッチ！ロボット恭ちゃん)                                                            | 30 de novembre de 1987 | 4 de novembre de 2004      |
| 36 | Adéu Kyosuke! Els poders sobrenaturals gravats en vídeo Saraba Kyōsuke! Bideo ni utsutta chōnōryoku (さらば恭介！ビデオに写った超能力)                                      | 7 de desembre de 1987  | 5 de novembre de 2004      |
| 37 | Noblesa taronja! El duel de la Madoka sota la tempesta de neu Orenji ninkyō den ! Madoka fubuki no taiketsu (オレンジ仁侠伝！まどか吹雪の対決)                              | 14 de desembre de 1987 | 8 de novembre de 2004      |
| 38 | En Kyosuke viatja en el temps! Un Nadal triple Kyōsuke jikan ryokō! Sandome no kurisumasu (恭介時間旅行！３度目のクリスマス)                                                | 27 de desembre de 1988 | 9 de novembre de 2004      |
| 39 | La Madoka hipnotitzada. Kyosuke, un any nou perillós Madoka ni saimin jutsu! Kyōsuke abunai shōgatsu (まどかに催眠術！恭介あぶない正月)                                     | 4 de gener de 1988     | 10 de novembre de 2004     |
| 40 | El primer somni de l'any! El contraatac del monstre Jingoro Hatsu yume da yo ! Dai kaijū Jingoro no gyakushū (初夢だよ！大怪獣ジンゴロの逆襲)                               | 11 de gener de 1988    | 11 de novembre de 2004     |
| 41 | La Madoka paralitzada! El rellotge màgic d'en Kyosuke Ugokenai Madoka! Kyōsuke no fushigi dokei (動けないまどか！恭介のフシギ時計)                                          | 18 de gener de 1988    | 12 de novembre de 2004     |
| 42 | La Madoka és tot un èxit! En Kyosuke finalment es declara Motemote no Madoka! Kyōsuke tsui ni kokuhaku (モテモテのまどか！恭介ついに告白)                                   | 25 de gener de 1988    | 15 de novembre de 2004     |
| 43 | La Hikaru, destrossada! Empaita'm fins a la costa hivernal Shōshin no Hikaru! Oikakete fuyu kaigan (傷心のひかる！追いかけて冬海岸)                                         | 1 de febrer de 1988    | 16 de novembre de 2004     |
| 44 | Quin gust té l'amor. El Sant Valentí desastrós d'en Kyosuke Koi no oaji? Kyōsuke jigoku no barentain (恋のお味？恭介地獄のバレンタイン)                                     | 8 de febrer de 1988    | 17 de novembre de 2004     |
| 45 | La Hikaru ha mort i els altres se'n van tots Hikaru shisu, soshite daremo inaku natta (ひかる死す、そして誰もいなくなった)                                                  | 15 de febrer de 1988   | 18 de novembre de 2004     |
| 46 | Una nit de plata! Sols al telecabina Hakugin no ichi ya! Futari botchi de gondora (白銀の一夜！二人ぼっちでゴンドラ)                                                        | 22 de febrer de 1988   | 19 de novembre de 2004     |
| 47 | El pressentiment d'un comiat. A la recerca del primer amor de la Madoka Sayonara no yokan, Madoka no hatsukoi o sagase (さよならの予感、まどかの初恋を探せ)                 | 29 de febrer de 1988   | 22 de novembre de 2004     |
| 48 | He atrapat l'amor, i apa, torna a començar! Koi tsukamaeta, soshite da kāpo (恋つかまえた、そしてダ・カーポ)                                                                | 7 de març de 1988      | 23 de novembre de 2004     |

## OVAs

### Pilot
| # | Títol                                                                                          | Data d'estrena al Japó | Data d'estrena a Catalunya |
| - | ---------------------------------------------------------------------------------------------- | ---------------------- | -------------------------- |
| 1 | Anime especial de la Shōnen Jump Shōnen Janpu Supesharu Anime (少年ジャンプ・スペシャルアニメ) | 1985                   | -                          |

### Primera sèrie d'OVAs
| # | Títol                                                     | Data d'estrena al Japó | Data d'estrena a Catalunya |
| - | --------------------------------------------------------- | ---------------------- | -------------------------- |
| 1 | Els amants blancs Shiroi koibitotachi (白い恋人たち)      | 15 de febrer de 1989   | 19 de desembre de 2006     |
| 2 | Suspens Hawaià Hawaian sasupensu (ハワイアン・サスペンス) | 15 de març de 1989     | 22 de desembre de 2006     |

### Segona sèrie d'OVAs
| # | Títol | Data d'estrena al Japó | Data d'estrena a Catalunya |
| - | --- | ---------------------- | -------------------------- |
| 1 | Jo, el gat. Jo, el peix Wagahai wa neko de attari osakana de attari (吾輩は猫であったり おサカナであったり)                         | 16 de desembre de 1989 | 21 de desembre de 2006     |
| 2 | Huracà! Akane, la noia transformista Harikēn! Henshin shōjo Akane (ハリケーン! 変身少女あかね)                                      | 16 de desembre de 1989 | 25 de desembre de 2006     |
| 3 | L'escenari de l'amor: la primavera dels ídols Koi no stēji HEART ON FIRE! Haru wa aidoru (恋のステージ HEART ON FIRE! 春はアイドル) | 16 de desembre de 1989 | 20 de desembre de 2006     |
| 4 | L'escenari de l'amor: ha nascut una estrella Koi no stēji HEART ON FIRE! Sutā tanjō (恋のステージ HEART ON FIRE! スター誕生)        | 16 de desembre de 1989 | 26 de desembre de 2006     |

### Tercera sèrie d'OVAs
| # | Títol                                                                            | Data d'estrena al Japó | Data d'estrena a Catalunya |
| - | -------------------------------------------------------------------------------- | ---------------------- | -------------------------- |
| 1 | Una situació inesperada Omoi ga kenai shichuēshon (思いがけないシチュエーション) | 18 de gener de 1991    | 27 de desembre de 2006     |
| 2 | El misatge escrit amb pintallavis Rūju no dengon (ルージュの伝言)                | 18 de gener de 1991    | 28 de desembre de 2006     |

## Pel·lícules
| # | Títol                                                                          | Data d'estrena al Japó | Data d'estrena a Catalunya |
| - | ------------------------------------------------------------------------------ | ---------------------- | -------------------------- |
| 1 | M'agradaria tornar a aquell dia Ano hi ni kaeritai (あの日にかえりたい)        | 1 d'octubre de 1988    | 4 de gener de 2007         |
| 2 | Nou Kimagure Orange Road Shin Kimagure Orenji Rōdo (新きまぐれオレンジ☆ロード) | 2 de novembre de 1996  | -                          |